# Ydroussa
Das Dorf Ydroussa (griechisch Υδρούσσα (f. sg.)) liegt im Norden der griechischen Insel Samos etwa 4 km südöstlich von Karlovasi. Das Dorf liegt am Übergang der Weinbauregion zu den Ausläufern des westlichen Ambelos-Gebirges in etwa 230 m Höhe. Die nächstgelegenen Dörfer sind Kondeika 2,5 km südwestlich und Kondakeika 2,7 km nördlich.
Zahlreiche ältere Ruinen im Ort und der näheren Umgebung bezeugen die Keramikproduktion in byzantinischer Zeit. Erstmals wurde der Ort 1625 als Fourni (Φούρνοι) erwähnt, vermutlich stammten die ersten Siedler von der gleichnamigen Insel.

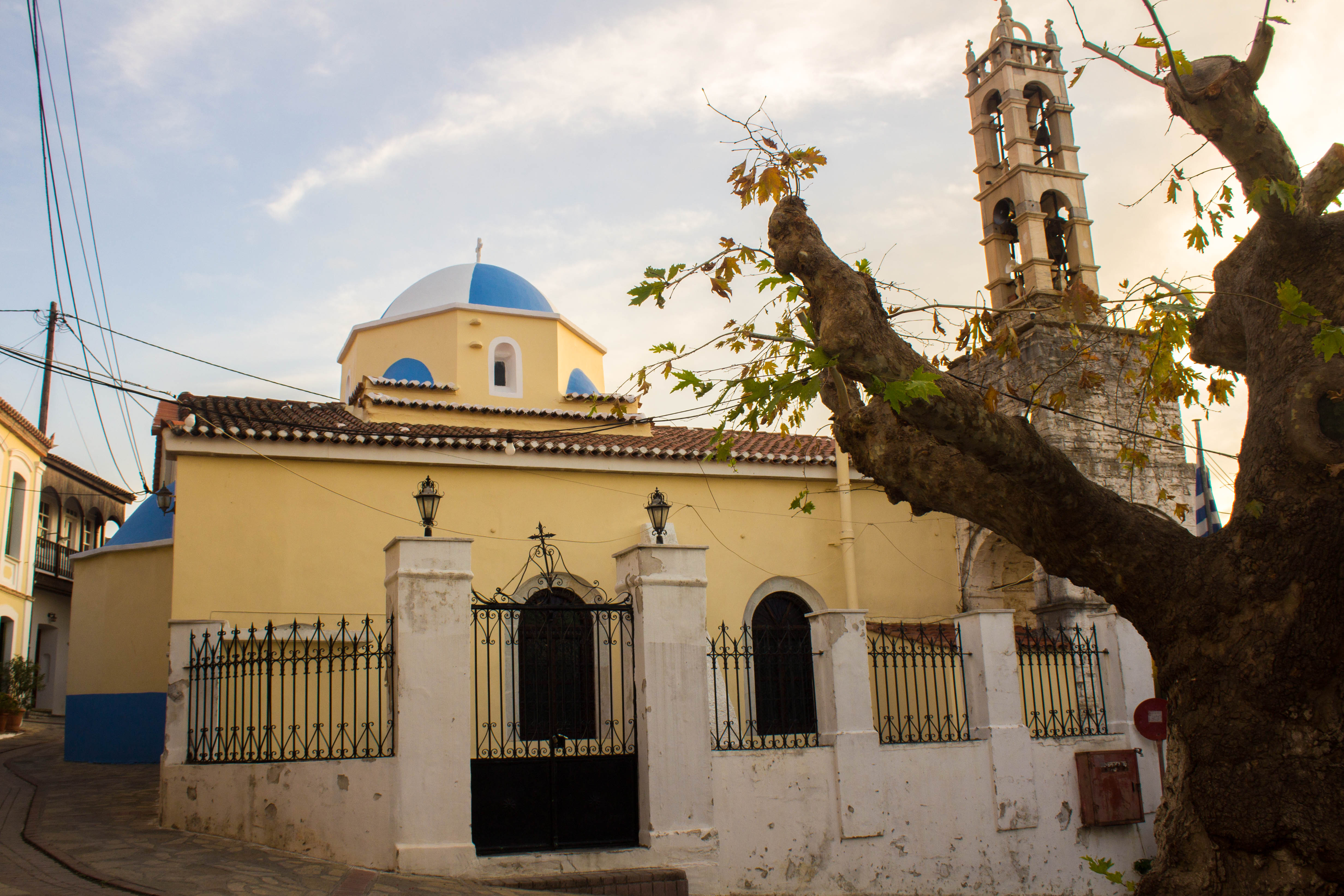
Kirche des Heiligen Athanasios in Ydroussa

Das Gebiet unterhalb des Dorfes ist landwirtschaftlich geprägt, das Haupteinkommen der Einwohner liegt in der Weinerzeugung, aber auch Oliven, Getreide und Gemüse werden angebaut. Im 19. Jahrhundert war auch der Tabakanbau verbreitet. Die weitere Umgebung ist waldreich mit Kiefern und Zypressen. Das Dorf wurde 1950 von Fourni nach Ydroussa umbenannt.
Mit der Umsetzung der Gemeindereform nach dem Kapodistrias-Programm im Jahr 1997 erfolgte die Eingliederung von Ydroussa in die Gemeinde Karlovasia. Die Verwaltungsreform 2010 führte die ehemaligen Gemeinden der Insel zur Gemeinde Samos zusammen. Seit der Korrektur der Verwaltungsreform 2019 in zwei Gemeinden zählt Ydroussa zur Gemeinde Dytiki Samos.
Einwohnerentwicklung von Ydroussa
| 1913 | 1920 | 1928 | 1940 | 1951 | 1961 | 1971 | 1981 | 1991 | 2001 | 2011 |
| ---- | ---- | ---- | ---- | ---- | ---- | ---- | ---- | ---- | ---- | ---- |
| 768  | 691  | 784  | 800  | 686  | 600  | 451  | 410  | 413  | 520  | 369  |